# Baccheo
Il bacchèo è uno dei piedi della metrica greca e latina. Si compone di una sillaba breve seguita da due sillabe lunghe (∪ — —): è di conseguenza un piede di 5 more, di ritmo ascendente, appartenente al génos hemiólion, in quanto il rapporto tra tesi ed arsi è di 2:3.
Questo piede possiede anche un "gemello", il palimbaccheo o antibacchèo o baccheo rovesciato (— — ∪) di ritmo discendente, che però non è praticamente mai usato come piede indipendente.
Il termine "baccheo" deriva da Bacco: questo ritmo era legato al culto di Dioniso, e utilizzato nei canti in suo onore. Su altri suoi utilizzi, non si può avere molta certezza, dal momento che con questo termine i metricologi antichi indicavano anche il coriambo e l'anapesto. Spesso sizigie trocaiche o giambiche sincopate assumono la forma di un baccheo: i bacchei veri e propri sono invece rari, e si incontrano nella lirica corale e di tanto in tanto nella poesia drammatica, soprattutto in Eschilo.
Il baccheo ammette talvolta risoluzione di una delle sillabe lunghe; è anche possibile la sostituzione della sillaba breve con una lunga irrazionale, mentre, secondo la regola usuale, l'ultimo piede di un verso è indifferens.
I principali metri bacchiaci sono:
- Il dimetro bacchico (∪ — — | ∪ — —). Ad esempio si può citare un verso delle Rane di Aristofane (v. 316) Ἴακχ', ὦ Ἴακχε. Questo verso si incontra tanto nei lirici che negli scrittori drammatici.
- Il trimetro bacchico (∪ — — | ∪ — — | ∪ — —) è un verso rarissimo. Ad esempio, si può citare Euripide, Baccanti, 994: φονεύουσα λαιμῶν διαμπάξ
- Il tetrametro bacchico (∪ — — | ∪ — — | ∪ — — | ∪ — —) è il verso meno raro tra i metri bacchiaci. Un esempio, da Eschilo, fr. 23 N. ὁ ταῦρος δ' ἔοικεν κυρίξειν τιν' αρχάν.

L'utilizzo dell'antibaccheo come piede indipendente è rarissimo e si incontra solo in epoca ellenistica o più tarda, come in un inno di Mesomede.